# Tradiciones y prácticas culinarias taínas

Mapa de la ubicación de los tainos

De los varios grupos que vivían en las Américas cuando los europeos llegaron al continente, los taínos eran de los más importantes en el Caribe. Se pueden encontrar sus raíces en el pueblo saladoide de Sudamérica; se fueron de allí y se establecían por las islas caribeñas para convertirse en lo que conocemos como los taínos. Había tres grupos principales: los del oeste, que se ubicaban en Jamaica, Cuba y las Bahamas; los del este en el área norte de las Antillas Menores; y el grupo “clásico” que vivían en La Española y Puerto Rico. Su sociedad era, por lo general, amable (un hecho que fuera aprovechado por Colón y los españoles), pero todavía había una jerarquía social  Se organizaban en regiones o divisiones que se llamaban cacicazgos, con un líder cada uno, llamado cacique. Dentro de estos caciques, la gente se dividía en dos clases de personas: los nitaínos, o sea los nobles, y los naborías, los plebeyos Sin embargo, había elementos que se pueden considerar progresivos también—principalmente con el papel de la mujer; no había mucha distinción entre los hombres y las mujeres, ya que estas podían ser guerreras, políticas y más En cuanto a la vida diaria, vivían en casas, o bohíos, reconocidas por su utilización de hojas de palma, y se dedicaban a la agricultura y a la pesca. También se debe notar que sus habilidades de artesanía eran muy importantes para su cultura, con productos de cerámica, madera, algodón, etc. A pesar de la riqueza y el éxito cultural y social, la llegada de los españoles cambió todo y la destrucción que llevaron casi eliminó a los taínos por completo.

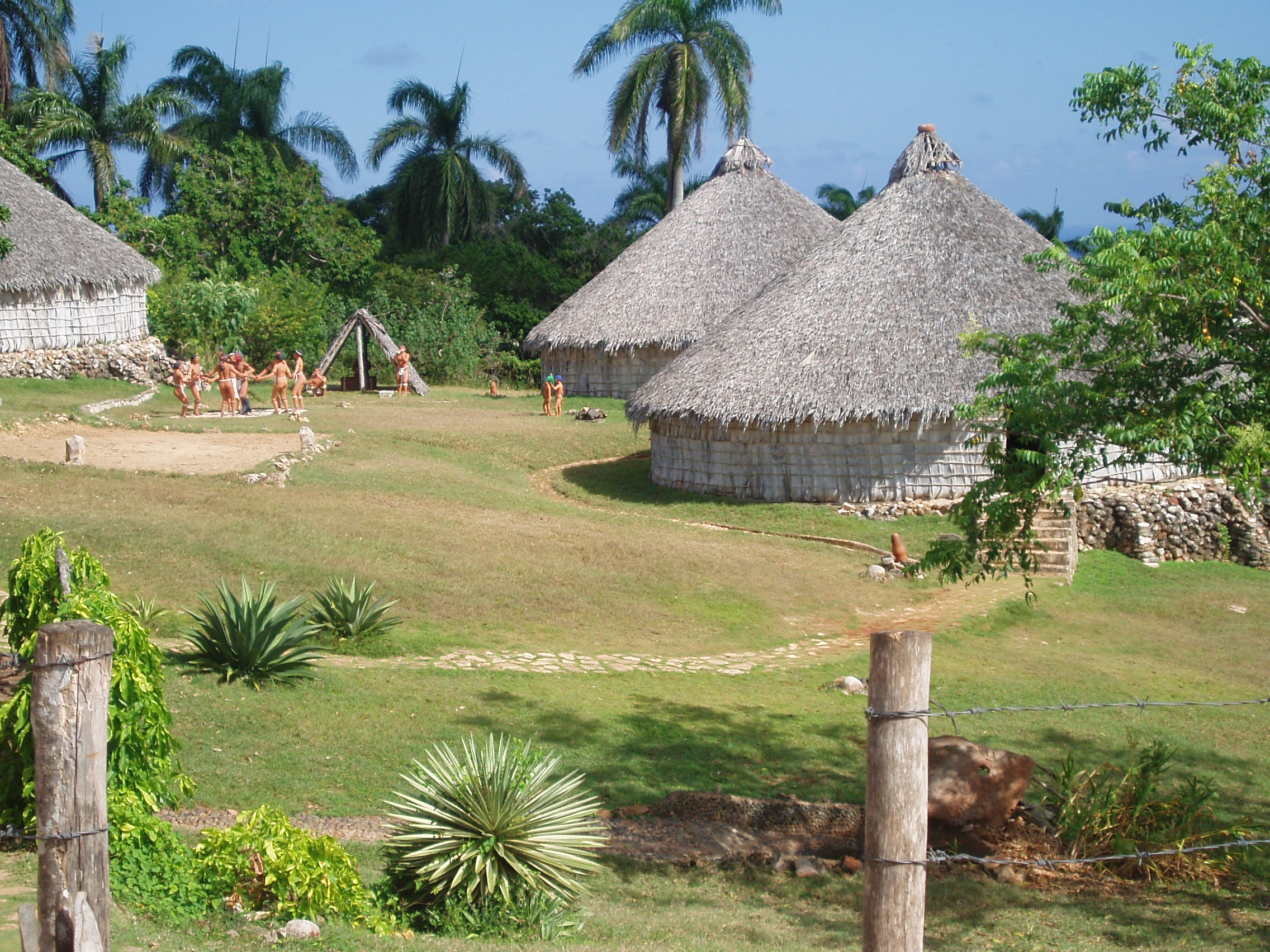
Reconstrucción de un pueblo taíno en Cuba

Cuando Cristóbal Colón llegó a las Américas en 1492, los taínos fueron el primer grupo que conoció. Mientras que ellos demostraban su generosidad y amistad, los españoles no les reciprocaban y, finalmente, los forzaron a la esclavitud en las minas de oro o en las plantaciones en el sistema de la encomienda. También los españoles abusaban de las mujeres taínas de manera sexual, lo que resultó muchas veces en hijos mestizos Sin embargo, la mayor parte del daño era de manera más pasiva: a través de las enfermedades. Los taínos no habían desarrollado resistencia a enfermedades del hemisferio oriental, como la viruela, por ejemplo, que mató a casi el noventa por ciento de su población entre 1518 y 1519 La idea más aceptada es que los Taínos se convertieron en un grupo extinto desde el periodo de la colonización española; sin embargo, nuevas evidencias han venido a la escena académica, pues la presencia genética de los taínos en el ADN de gente actual es mucho más de lo que se había sido pensado Y de acuerdo con eso, hay cada más movimientos sociales que se identifican con la cultura taína hoy en día, como la Confederación Unida de los Taínos.

### Platos y comidas principales

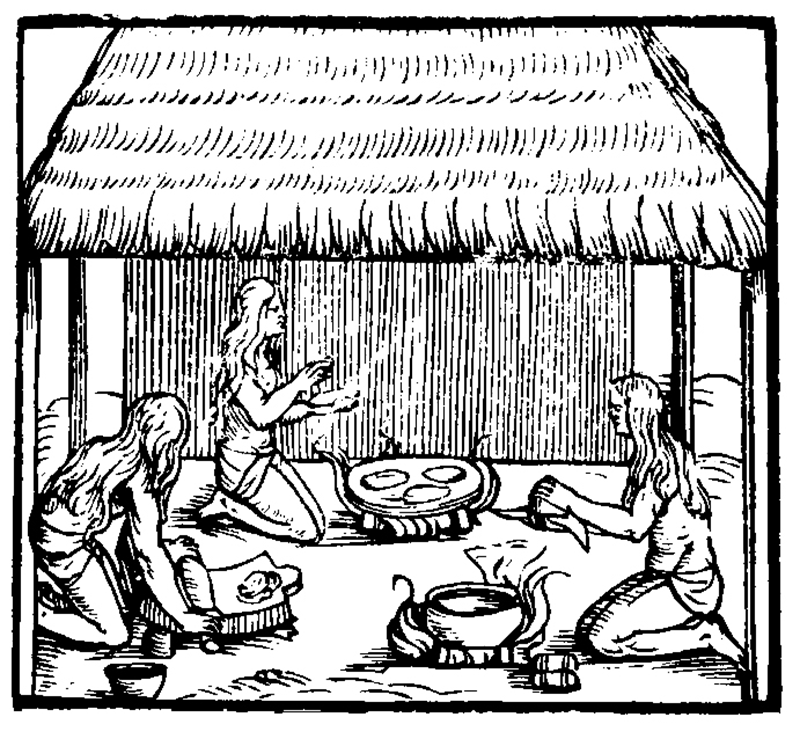
Mujeres taínas preparando casabe

Ya se ha mencionado como los taínos eran una sociedad basada en la agricultura. Por eso, sus cultivos tenían gran importancia en su vida culinaria y sus platos principales. Los tubérculos eran los más importante, como la yautía, la batata y la yuca. De estas plantas, recibían muchos minerales y vitaminas. También había otras plantas claves como el maní, el ají, el achiote y, quizás el más importante después de la yuca, el maíz En cuanto a la yuca, diferenciaban entre la yuca dulce, que se llamaba boniato, y la yuca amarga, que se llamaba hoi La manera de cultivar estas plantas era un sistema de conucos, secciones de tierra que habían sido cavadas y levantadas. Además de la agricultura, también pescaban mucho, incluidos pescados como mojarras y dorados, por ejemplo, y otros animales como caracoles y crustáceos También cazaban animales terrestres para añadir a su dieta, entre ellos varios pájaros y las iguanas, cuya carne era especial para ese grupo indígena.

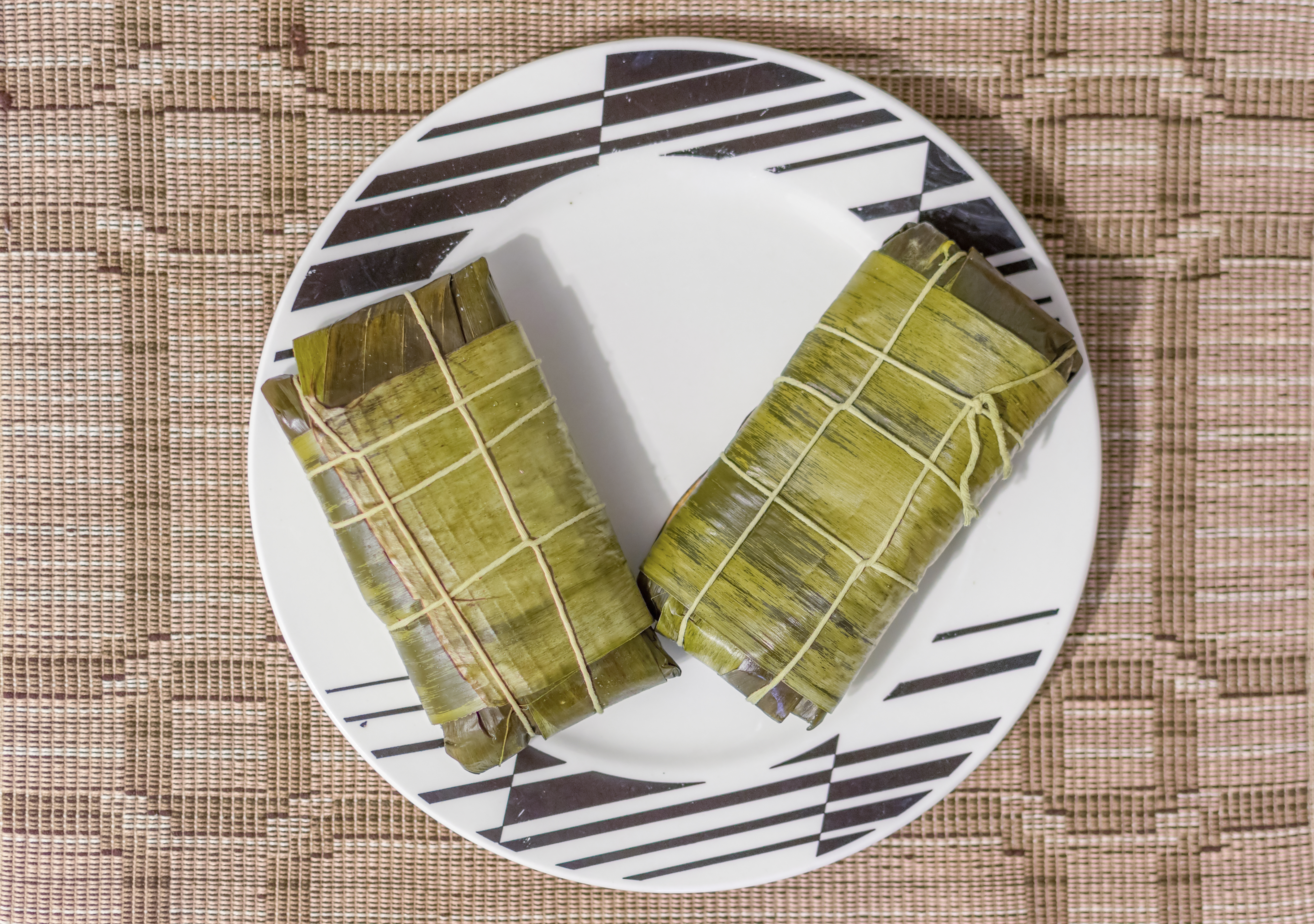
Hallaca

Con estos cultivos e ingredientes, los taínos desarrollaron una cultura culinaria muy rica y variada. Los pasteles de hoja eran uno de sus platos principales; eran similar a lo que hoy en día se conocen como los tamales, de orígenes náhuatl. Había pasteles de maisi (maíz), iautía (yautía) y iuka (yuca); los de iuka son el origen del plato común en varios lugares del Caribe, como la hallaca Venezuela También, había una distinción entre los pasteles que contenían algo adentro, que se llamaban taiuio (tayuyo) Una fuente de nutrientes era la güayega, que usaban en una práctica especial con guisantes y hervían para eliminar su veneno Otro plato que todavía tiene mucha relevancia hoy en día es el pan de casabe que se describe así: “un pan ácimo, crujiente, delgado y circular hecho de harina de yuca” La manera de preparar los alimentos les da ciertas características a los platos. Por ejemplo, fueron los taínos quienes inventaron una suerte de barbacoa, que se llamaba barabicu. Ante todo, es claro que la dieta taína se basaba en su modo de vida y en su ambiente, de modo que sus cultivos oriundos y su relación cercana con el mar constituyen las dos razones principales para una cultura culinaria desarrollada.
La cultura taína y su comida han tenido un gran impacto en el mundo moderno. Debido a las condiciones de aislamiento marítimo, las tradiciones y las prácticas culinarias taínas evolucionaron de una manera que fue óptima para su autosostenibilidad. Gracias a esta, muchas de estas prácticas han sobrevivido la semiextinción de los taínos. 

### Tecnologías y métodos fundamentales

#### Métodos de caza
Los taínos cazaban mediante algunos métodos específicos. Para cazar los iguanas y otros animales terrestres, usaban el arco y la flecha, además de la lanza. Asimismo, era muy común usar una especie de perro pequeño, llamado "alcos", para ayudar a cazar. Los taínos también comían mucho pescado. Para pescar, utilizaban los arpones y las redes, y capturaban criaturas marinas como las tortugas y los cangrejos. Los taínos cazaban muchas especies de pájaros usando las mismas herramientas. Desarrollaron un método ingenuo para atrapar a los patos específicamente. El cazador flotaba en un río bocabajo con una calabaza con rendijas en la que introducían la cabeza. Los patos no tenían miedo de la calabaza y el cazador los atrapaba.

#### Métodos agrícolas

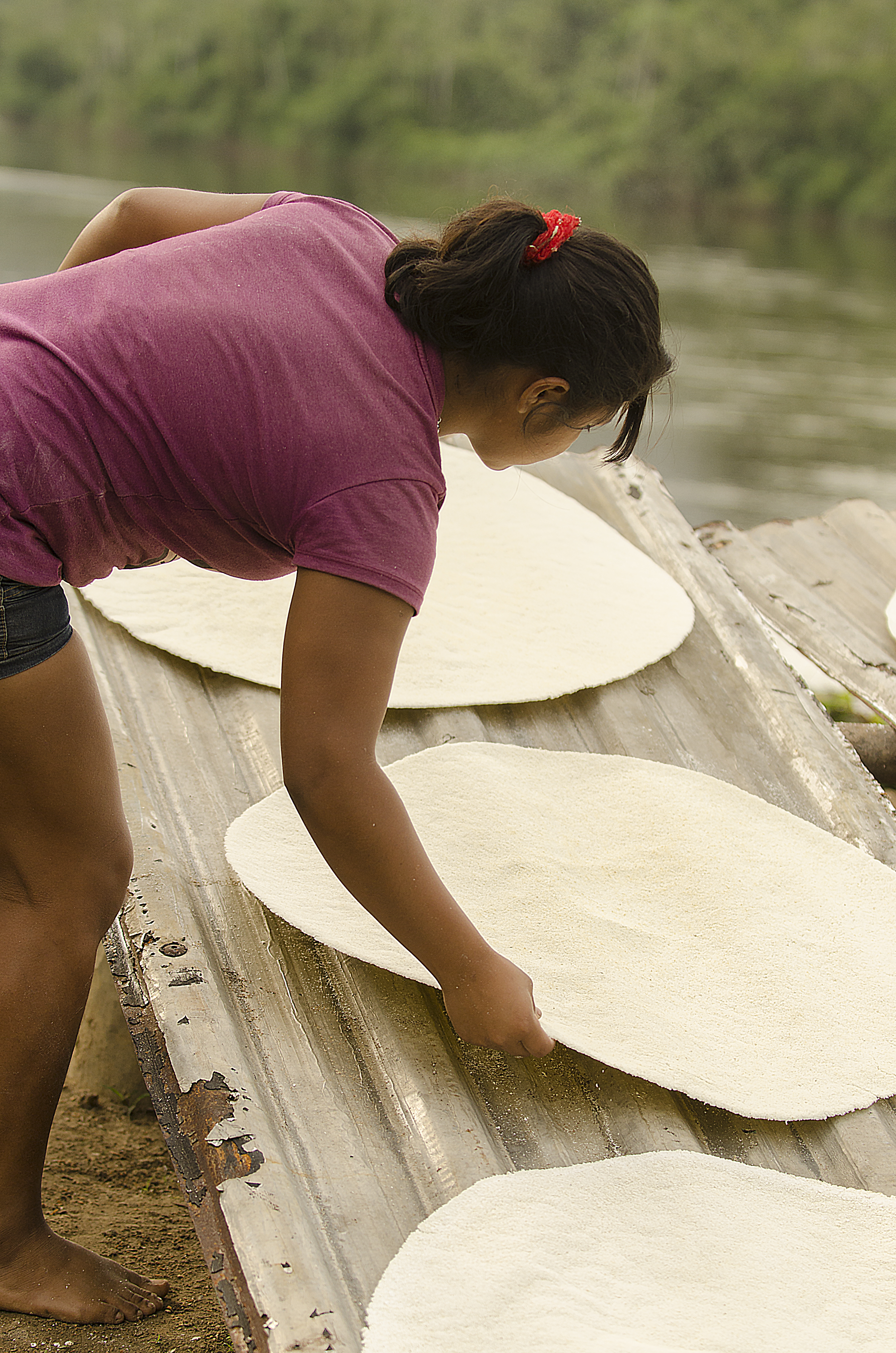
Mujer preparando Casabe

Los taínos dependían de técnicas de roza y quema para despejar la tierra de los árboles y la maleza. Después de despejar la tierra, los cultivos comunes eran la yuca, el boniato, los frijoles y el maíz. Utilizaban algunas herramientas para cultivarlos de manera más fácil. Estos incluyen la coa, un palo similar a una azada.

#### Métodos de preparación
Es importante destacar que los taínos usaban la alfarería mucho para cocinar y servir la comida. Hay mucha evidencia del uso de planchas, platos, boles y ollas. La cerámica tenía un valor estético, pero muchas veces era utilizada para la comida. 

##### Casabe
Este pan tradicional del Caribe era producido de la yuca a través de un método arduo. Primero, la yuca, es rallada en un tablero áspero hasta que se formaba una pasta. Este tablero se llama "guayo". Después, la pasta se ponía en un tubo para que el líquido venenoso se drenara. La pasta restante era machacada, usando la mano y el mortero. Finalmente, la yuca era aplanada y horneada en una plancha sobre el fuego.

##### La barbacoa

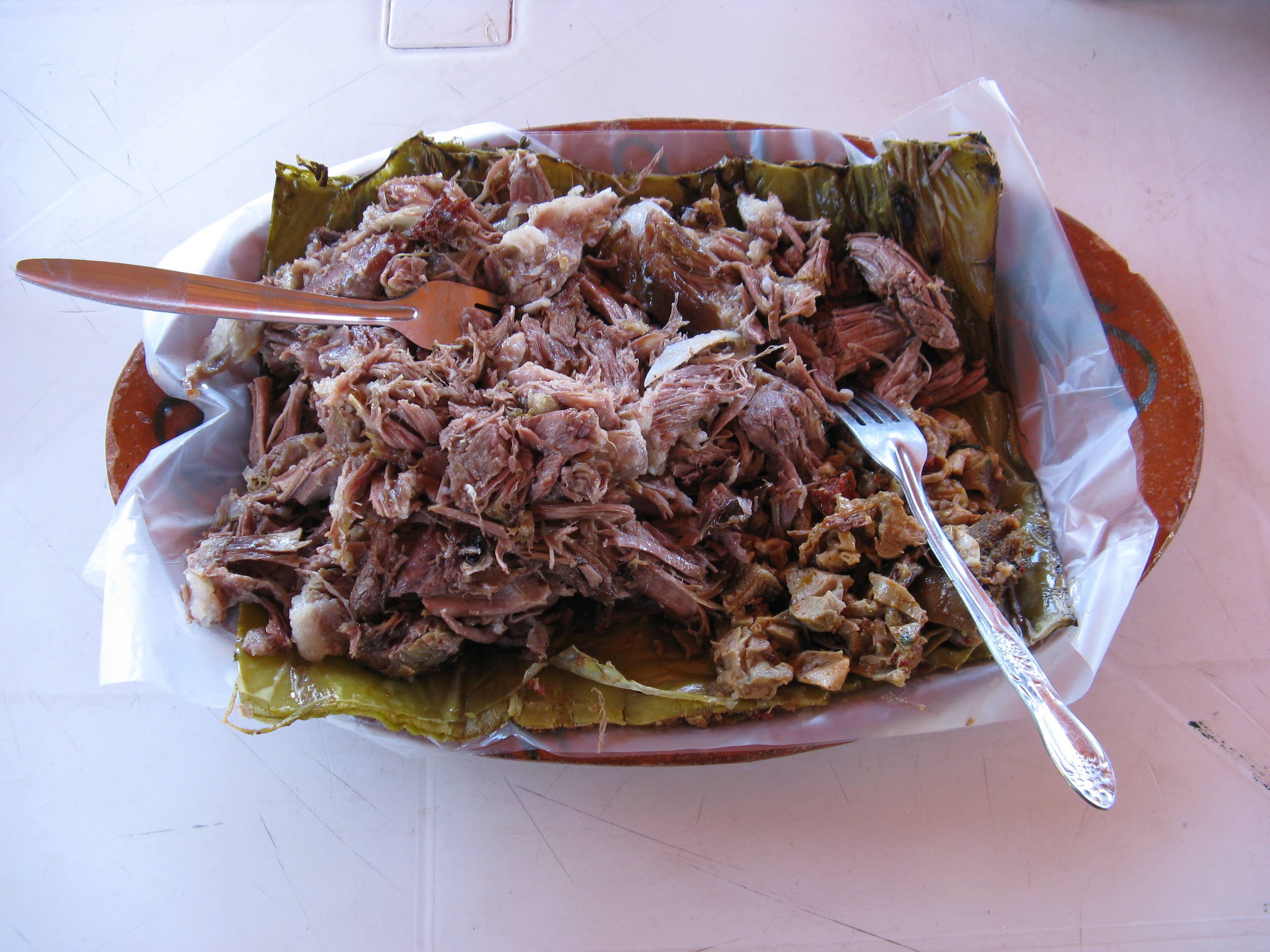
Plato de barbacoa mexicano

La barbacoa era vital en la cocina taína. Fue el método primario de cocinar carne y pescado. Se hacían un fuego en el suelo y una plataforma de madera se colocaba encima. La carne o el pescado se ponía en la plataforma y se cocinaba tanto por el fuego como por el humo. También era muy común que los taínos usaran la pimienta de Jamaica como adobo para la carne antes de cocinarla.

### Impacto moderno

#### Impacto cultural
La comida taína y sus tendencias no solamente han quedado en las islas caribeñas sino también se han expandido por todo el mundo. Posiblemente el plato más popular sea la barbacoa. Los taínos cocinaban la carne y las hortalizas lentamente sobre un fuego condimentándolos con diferentes ingredientes, mediante un proceso que se llamaba “barabicu”. Después de la colonización de las islas taínas, el mestizaje cultural entre los africanos y los taínos condujo a la creación de la barbacoa caribeña, que no solamente se prepara en el Caribe moderno, sino que es un plato popular que ha inspirado a muchos cocineros del mundo a hacer sus propias adaptaciones o a usar sus ingredientes y sabores. Algunos de los ingredientes importantes incluyen maracuyá, guayaba, piña, vinagre y pimienta de Jamaica.

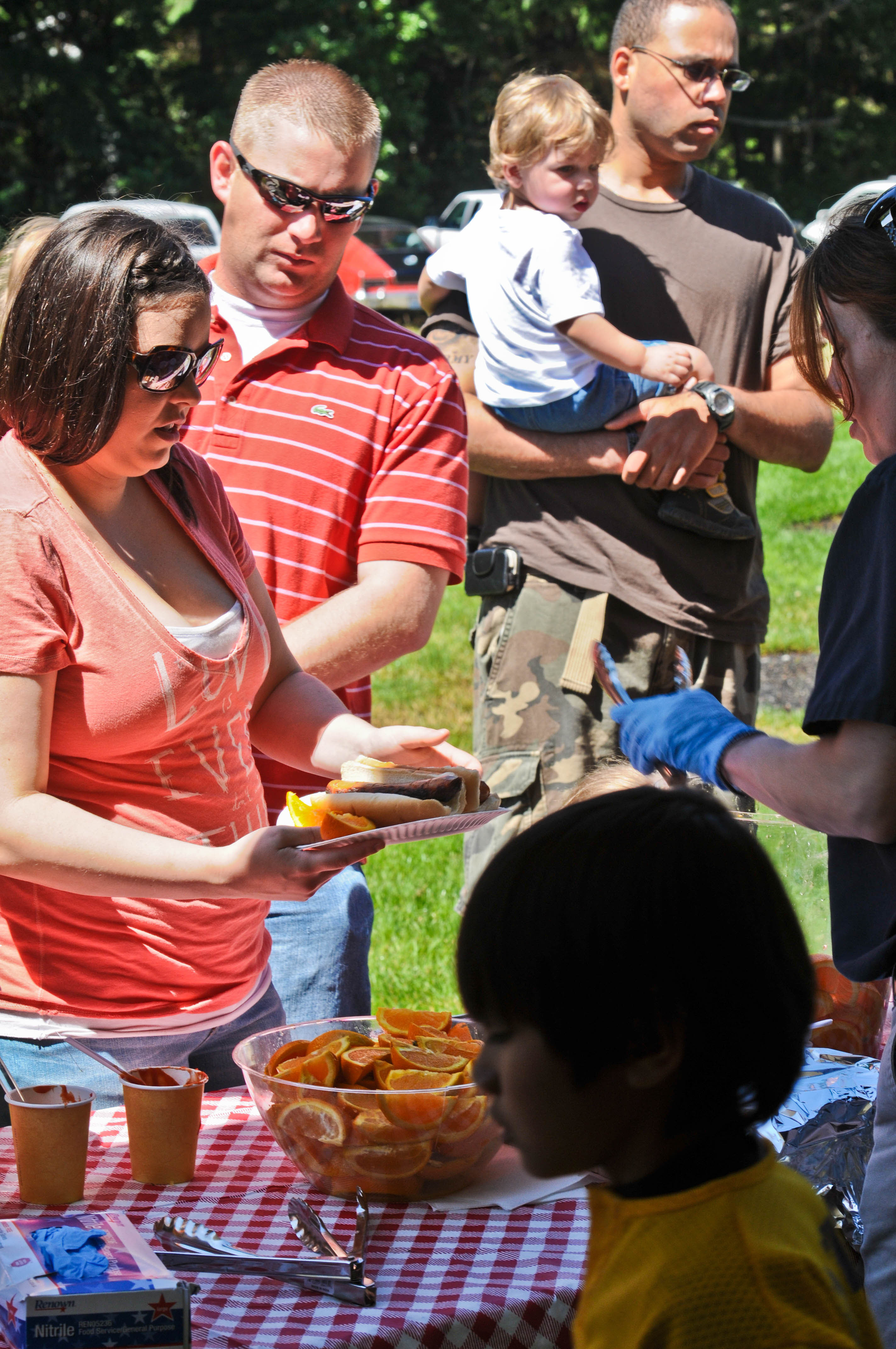
Familia haciendo una barbacoa

Otros ingredientes y comidas taínos que todavía se usan hoy son el lambi, la yuca, la batata, maíz, frijoles, maní y pimientos.

#### Impacto social
La cocina taína no solamente ha tenido un impacto cultural, sino también social. Dentro de la cultura taína, la comida unió tanto al pueblo como a la familia. Esta tradición aún está presente en el Caribe, donde la comida desempeña un papel esencial en la unidad de la familia. Este es el caso, especialmente, con los pasteles de hoja, los cuales son una parte importante de las celebraciones de Navidad en Puerto Rico. La cocción de estas pasteles es un proceso llevado a cabo por familiares y amigos. La experiencia muchas veces contribuye a fortalecer las relaciones entre las personas que preparan los pasteles y demuestra el impacto que a largo plazo ha tenido la comida taína en la región. 

#### Impacto comercial
Cuando los españoles llegaron al Caribe, aprendieron de los taínos con respecto a la cosecha, la caza y la pesca. Gracias al ingenio de esta cultura, algunas de esas técnicas se practican hoy en día. Esto incluye el sistema de corrales, la zambullida para sacar corales, el uso de redes, nasas usadas como trampas y el envenenamiento de ríos usando la baigua.

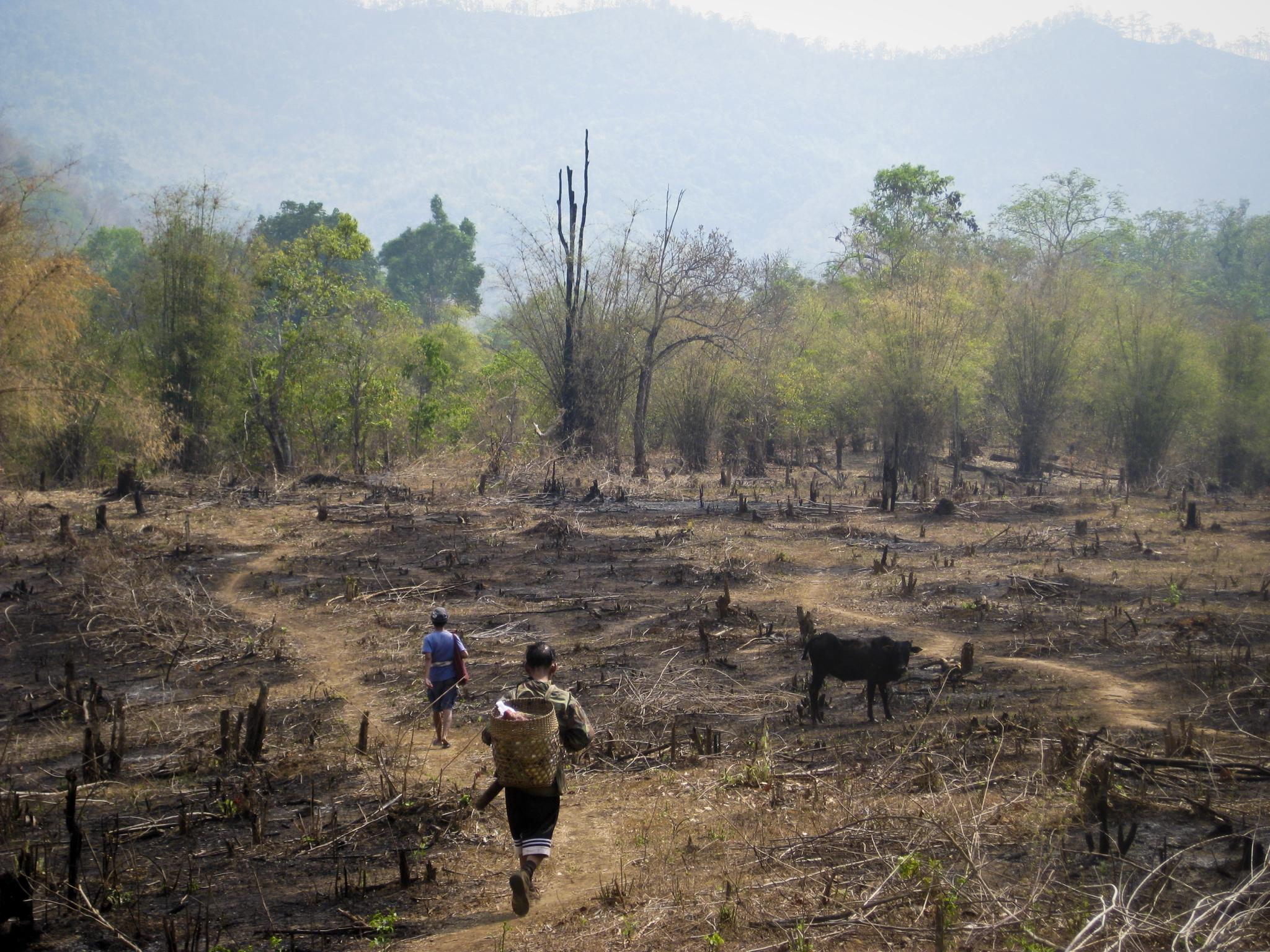
El sistema de roza y quema

Las técnicas agrícolas de los taínos también aún tienen vigencia, la cuales incluyen el sistema de roza y quema, y los conucos, esto es, lugares cerca de una casa donde las personas cultivan sus plantas. El impacto económico del taíno no se limita solo a las técnicas agrícolas. Muchos de sus alimentos se exportan internacionalmente y se venden en todo el mundo, incluido el maní, cuyo valor total de mercado fue de más de 88 mil millones de dólares en 2022. Además, se estima que el mercado del maíz en 2024 será de más de 143 mil millones de dólares. El valor de estos productos demuestra la duradera presencia de la comida taína y caribeña en el mercado global.  